# Баны, Ежи
Ежи Баны (пол. Jerzy Bany; род. 4 марта 1961, Бытом, Катовицкое воеводство) — польский шахматист, международный мастер (1983); чемпион Польши среди юниоров до 18 лет (1978). С 1993 года не участвует в турнирах, проводимых по системе ФИДЕ.

## Карьера. Награды и достижения
Многократный участник чемпионатов Польши. В составе клуба «SKS Start Bytom» участник командных чемпионатов Польши. Лучшего результата достиг в 1990: играя на первой доске, завоевал бронзовую медаль в индивидуальном зачёте.
В 1975 году во второй лиге юниоров (присутствовали старшие и младшие команды) в группе младших мальчиков Ежи Бану занял седьмое место.
В 1976 году в чемпионате Силезии в группе среди «юниоров Сомбьерки» Ежи Баны занял второе место, а в финале чемпионата — третье место.
В 1978 году Ежи Баны выиграл титул чемпиона Польши до 18 лет в Белостоке. На лето он дебютировал в финале старшего чемпионата. В 1990 году он участвовал в финальных турнирах семь раз, достигнув лучшего результата в 1984 году в Познани, где он финишировал четвёртым.
В 1981 и 1982 годах он представлял Польшу в парных матчах молодёжной сборной против Восточной Германии и Чехословакии.
В 1983 году он разделил третье место на открытом турнире в Катовице, год спустя — также третье место в Плевене.
В 1985 году занял третье место в турнире в Трнаве и поделил второе место в открытом турнире в Кечкемете.
В 1986 году он выиграл в Висле, а в 1987 году занял II и III место на турнире в Поромбке-Козубнике и был третьим в Улан-Баторе. Год спустя он разделил второе место в Бельско-Бяла.
В 1989 году он выиграл в Гливице, а на рубеже 1990 и 1991 годов он разделил второе место в Кёльне (после Андрея Ковалёва, вместе с Вольфгангом Ульманом).
С 1993 года не участвует в турнирах, классифицированных Международной шахматной федерацией.
Наивысшего рейтинга Эло достиг 1 июля 1984 года, с отметкой 2460 пунктов занимал вторую позицию в рейтинг-листе польских шахматистов (после В. Шмидта).
| Год  | Город          | Турнир           | + | − | =  | Результат | Место |
| ---- | -------------- | ---------------- | - | - | -- | --------- | ----- |
| 1979 | Тарнув         | Чемпионат Польши |   |   |    | 5½ из 13  |       |
| 1980 | Тарновске-Гуры | Чемпионат Польши |   |   |    | из        | 1     |
| 1984 | Познань        | Чемпионат Польши | 4 | 2 | 9  | 8½ из 15  | 5—6   |
| 1985 | Гдыня          | Чемпионат Польши | 4 | 2 | 9  | 8½ из 15  | 4—6   |
| 1986 | Бытом          | Чемпионат Польши | 3 | 2 | 9  | 7½ из 14  | 8     |
| 1987 | Вроцлав        | Чемпионат Польши | 4 | 3 | 11 | 9½ из 18  | 9—11  |
| 1988 | Люблин         | Чемпионат Польши | 4 | 3 | 8  | 8 из 15   | 7     |
| 1990 | Варшава        | Чемпионат Польши |   |   |    | 5½ из 15  |       |

| Графики недоступны из-за технических проблем. См. информацию на Фабрикаторе и на mediawiki.org. |